# نيل سميث (كاتب)
نيل سميث (بالفرنسية: Neil Smith) (و. 1964  م) هو لغوي، ومؤلف، ومترجم، وروائي، وكاتب كندي، ولد في مونتريال.